# Acalypha dioica
Acalypha dioica là một loài thực vật có hoa trong họ Đại kích. Loài này được S.Watson mô tả khoa học đầu tiên năm 1890.